# Diurético tiazídico

Benzotiadiazina (compuesto parental de la clase)

Clorotiazida

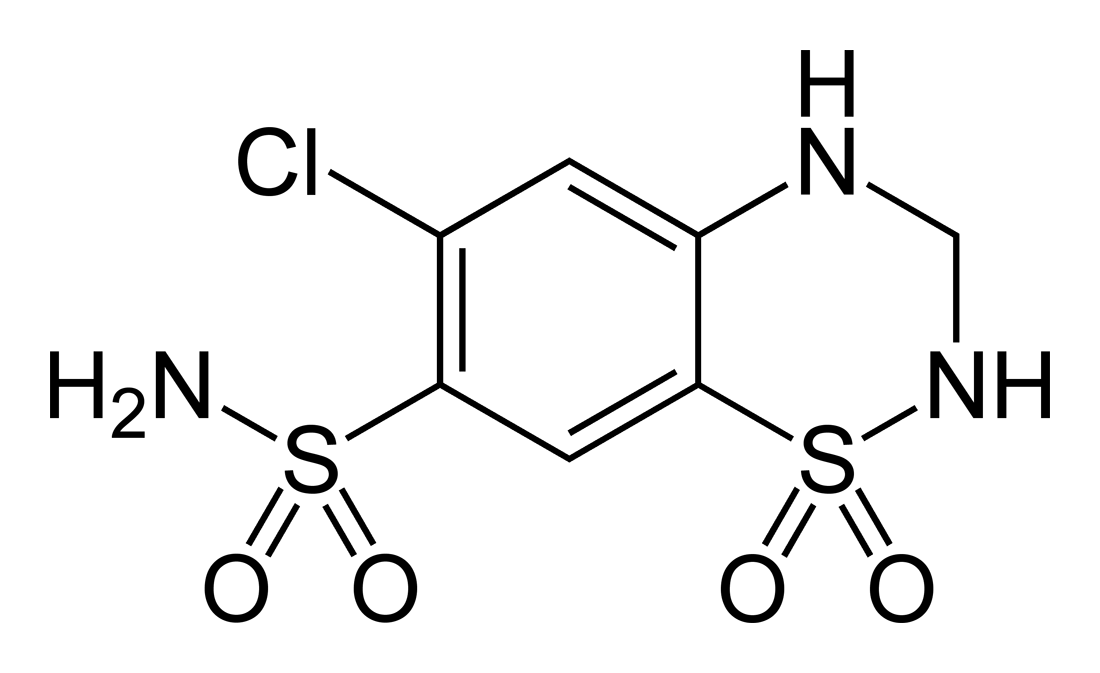
Hidroclorotiazida

Las tiazidas o diuréticos tiazídicos son una clase de fármacos que actúan sobre el cotransportador de sodio-cloruro en el túbulo contorneado distal renal, impidiendo la reabsorción de sodio y cloruro. Reciben este nombre debido a que los primeros diuréticos utilizados que presentaban este mecanismo de acción pertenecían a la familia de las tiazidas; más concretamente, eran derivados de la benzotiadiazina.
Los diuréticos tiazídicos y los diuréticos tipo tiazida reducen el riesgo de muerte, ictus, infarto de miocardio, y fallo cardíaco debido a hipertensión. Esta clase de compuestos fue descubierta y desarrollada por Merck and Co. en la década de los años 1950, y el primer medicamento de esta clase en ser aprobado, la  clorotiazida, fue comercializado bajo el nombre comercial Diuril a partir del año 1958. En la mayoría de los países, las tiazidas son los medicamentos antihipertensivos más baratos disponibles.

## Aplicaciones médicas

### Hipertensión
En cuanto a la eficacia en el tratamiento de la hipertensión, una revisión sistemática hecha por la Colaboración Cochrane encontró que:
- La clortalidona reduce la presión sistólica y diastólica en 12,0 mmHg/4 mmHg y que esta reducción no es dependiente de la dosis cuando se prueba en dosis de entre 12,5 mg y 75 mg/día.
- Los efectos de la hidroclorotiazida son dosis dependientes y a una dosis máxima de 50 mg/día, la reducción es de 11 mmHg/5 mmHg.

"Los diuréticos tiazídicos y los diuréticos tipo tiazídicos han permanecido en uso constante desde su presentación en 1958. Se han mantenido como una piedra angular en el manejo de la hipertensión por más de medio siglo desde su presentación [...] Muy pocos agentes utilizados para el tratamiento de alguna enfermedad puede presumir de tal poder de permanencia, lo cual es un testimonio tanto de la eficacia como de la seguridad de estos compuestos."

Varias guías clínicas recomiendan el uso de tiazidas. Son el tratamiento de primera línea recomendado en las guías de la JNC VII de Estados Unidos para el tratamiento de la hipertensión, y también son el tratamiento recomendado por las guías europeas ESC/ESH. Sin embargo, en las guías del año 2011 del Instituto Nacional para la Salud y la Excelencia Clínica del Reino Unido (UK National Institute for Health and Clinical Excellence) (NICE) para el manejo de la hipertensión primaria en adultos (CG127) se recomiendan bloqueadores de los canales de calcio (BCC) como agentes de primera línea para el tratamiento de la hipertensión, y advierten que los diuréticos tipo tiázida deben usarse únicamente si los BCC de primera línea no se encuentran disponibles, o si el paciente presenta edema o tiene un alto riesgo de desarrollar un fallo cardíaco. Las tiazidas han sido también reemplazadas en parte por los inhibidores de la ECA en Australia debido a su propensión a aumentar los riesgos de diabetes mellitus tipo 2.
El mecanismo de acción de las tiazidas involucrado en el descenso de la presión sanguínea a largo plazo aún no se comprende por completo. Cuando se administran en forma aguda, las tiazidas disminuyen la presión sanguínea causando una diuresis forzada, una caída en el volumen de plasma y una reducción en el gasto cardíaco. Sin embargo, con el uso crónico, las tiazidas causan una reducción en la presión sanguínea disminuyendo la resistencia periférica (aumentando la vasodilatación). El mecanismo de este efecto es incierto, pero podría involucrar efectos sistémicos o de autorregulación renal, o incluso de vasodilatación directa por medio de la inhibición de la anhidrasa carbónica o desensibilizando al músculo liso de la vasculatura ante los aumentos de calcio intracelular inducidos por la norepinefrina.

### Otros
Las tiazidas también disminuyen la excreción renal de calcio, lo que las convierte en un aliado útil para prevenir la formación de cálculos renales. Este efecto se asocia a un balance de calcio positivo, con un aumento en la densidad mineral del hueso y una reducción en los índices de fracturas atribuibles a la osteoporosis. Por un mecanismo que por el momento no se comprende, las tiazidas estimulan directamente la diferenciación de los osteoblastos y la formación de mineral óseo, lo que hace más lento el desarrollo de osteoporosis a largo plazo.
Debido a que promueven la retención de calcio, las tiazidas se utilizan en el tratamiento de:
- enfermedad de Dent
- hipocalcemia
- nefrolitiasis (hipercalciuria idiopática)
- intoxicación con bromuros
- diabetes insípida nefrogénica

## Mecanismos de acción
Los miembros de esta clase de diuréticos se derivan de la benzotiadiazina. Controlan la hipertensión en parte inhibiendo la reabsorción de sodio (Na+
) y cloruro (Cl−
) en el túbulo contorneado distal en los riñones, bloqueando el cotransportador de sodio-cloruro. El término tiazida también se utiliza a menudo para designar a medicamentos que tienen una acción similar, aunque no poseen la estructura química de una tiazida, tales como la clortalidona y la metozalona. Estos agentes deberían denominarse más apropiadamente diuréticos tipo tiazida.
Los diuréticos tiazídicos además aumentan la reabsorción renal de calcio en la porción inicial del túbulo contorneado distal. Al disminuir las concentraciones de sodio en el interior de las células epiteliales, las tiazidas aumentan la actividad del intercambiador sodio-calcio en la membrana basolateral, lo que causa un mayor transporte de Ca2+
 hacia el intersticio. Esto, por otro lado, disminuye los niveles intracelulares de Ca2+
 de forma que una mayor cantidad de Ca2+
 puede difundir hacia el interior de la célula por medio de los canales selectivos de calcio apicales (TRPV5). En otras palabras, menos Na+
 en el interior de la célula, aumenta las fuerzas impulsoras para la reabsorción de calcio desde el lumen.
Además se cree que las tiazidas aumentan la reabsorción de Ca2+
 por un mecanismo que involucra la reabsorción de sodio y calcio en el túbulo proximal en respuesta a la pérdida de sodio. Parte de esta respuesta es debida al aumento de la acción de la hormona paratiroidea.

## Denominación
El término tiazida se utiliza con frecuencia para designar tanto al tipo de moléculas como a la medicación, por lo que muchas veces puede conducir a la confusión. Algunas moléculas (los diuréticos tipo tiazida) a menudo se consideran tiazidas por su mecanismo de acción, aunque no son tiazidas desde el punto de vista químico. En este contexto, tiazida se utiliza para referirse a una sustancia que actúa sobre el receptor de tiazidas, el cual se cree que es un simportador de cloruro de sodio.

## Leche materna
Las tiazidas pasan hacia la leche materna, y pueden disminuir la producción de leche. Las tiazidas son clasificadas por la American Academy of Pediatrics Committee on Drugs como 'Drogas que se han asociado con efectos significativos en algunos lactantes, y deberían ser administradas a las madres en lactancia con precaución'.

## Contraindicaciones
Entre las contraindicaciones se incluyen:
- hipotensión
- alergia a los medicamentos que contienen azufre
- gota
- fallo renal
- terapia con litio
- hipocalemia
- Puede empeorar la diabetes.

Las tiazidas reducen la eliminación (depuración) de ácido úrico, ya que compiten por el mismo transportador, y por consiguiente aumentan los niveles de ácido úrico en el plasma. Por esto deben prescribirse con precaución a aquellos pacientes con gota o hiperuricemia.
La administración crónica se encuentra asociada con hiperglucemia. Las tiazidas pueden causar la pérdida de potasio, mientras que conservan los niveles de calcio. Las tiazidas pueden disminuir la perfusión placentaria causando efectos adversos en el feto, por lo que deben evitarse durante el embarazo.

## Mecanismo de la hipokalemia
Existen varios mecanismos por los cuales los diuréticos tiazídicos causan hipokalemia (es decir disminuciones en los niveles de potasio plasmático):
- Un aumento de la carga de sodio en los ductos colectores causa un aumento en la captación celular de sodio desde el lumen por el canal epitelial de sodio (ENaC). Esto provoca una mayor actividad de la bomba de sodio potasio basolateral, que intercambia sodio por potasio, el cual es pasivamente secretado por los canales apicales hacia el lumen del túbulo, desembocando en una pérdida de potasio.
- La activación del sistema renina-angiotensina-aldosterona causado por la hipovolemia causa que el organismo responda oponiéndose a la diuriesis, uno de los efectos que produce la aldosterona es que estimula la bomba Na/K, provocando también la pérdida de potasio. Por esta razón, los inhibidores de la ECA, que inhiben la formación de angiotensina II y por lo tanto la activación de la aldosterona, se utilizan frecuentemente en combinación con las tiazidas para combatir la hipokalemia.
- La tasa de flujo en la nefrona se encuentra aumentada bajo la diuresis, lo que reduce la concentración de potasio en el lumen, lo que a su vez aumenta el gradiente de potasio. El potasio se pierde a través de muchos canales de potasio, tales como el ROMK.

## Complicaciones
- hiperglucemia
- hiperlipidemia
- hiperuricemia
- hipercalcemia
- hipocalciuria
- hipomagnesemia
- hiponatremia
- hipokalemia (también, hipopotasemia o hipocalemia)

## Historia
Los diuréticos tiazídicos fueron descubiertos y desarrollados por los científicos Karl H. Beyer, James M. Sprague, John E. Baer y Frederick C. Novello, de Merck and Co., en los años 1950, y llevaron al mercado a la primera sustancia de esta clase, la clorotiazida, con el nombre comercial Diuril, en 1958. La investigación que condujo al descubrimiento de la clortiazida y también a "salvar a una cantidad indeterminada de miles de vidas, y al alivio del sufrimiento de millones de víctimas de la hipertensión" fue reconocida por un Premio Especial a la Salud Pública por la Fundación Lasker, en 1975.

## Resumen
- Las tiazidas disminuyen la absorción de NaCl y de un volumen acompañante de agua.
- Mecanismo de acción: Inhiben al cotransportador de sodio-cloruro del túbulo contorneado distal.
- Aumentan la carga de Na en el tubo contorneado distal y parte del catión es intercambiado por potasio e hidrógeno, produciendo hipopotasemia y alcalosis metabólica.
- Debido a que estas drogas actúan en un lugar posterior a la mácula densa, no alteran la liberación de renina, ni mejoran el flujo renal.
- Los efectos sobre la excreción de calcio son variables, pero durante el tratamiento crónico, producen incremento de la reabsorción del calcio.
- Las tiazidas también tienen un efecto antihipertensivo, son diuréticos moderados pero potentes antihipertensivos.
- Cumplen una acción antidiurética, las tiazidas causan efecto paradójico reduciendo la diuresis en pacientes con diabetes insípida.
- A nivel de los electrolitos, aumentan la excreción de Na, Cl y K.
- Las tiazidas aumentan la resistencia a la insulina en pacientes diabéticos no insulinodependientes, y provocan hiperuricemia en gotosos.
- Aumentan los niveles de triglicéridos y colesterol con el tratamiento crónico.
- Como reducen la excreción de calcio pueden indicarse en la nefrolitiasis por calcio, o en el tratamiento de la osteoporosis.
- Estas drogas constituyen la base para el tratamiento de la diabetes insípida de causa renal.

En la hipertensión arterial las tiazidas han demostrado reducir los puntos terminales duros, (principalmente accidentes cerebrovasculares e insuficiencia cardiaca) sin embargo no modifican sustancialmente la principal causa de muerte entre los hipertensos que es la cardiopatía isquémica, probablemente esto se asocie con mayor riesgo de hipopotasemia, hipomagnesemia, hipercolesterolemia y resistencia a la insulina.
Indicaciones: En la insuficiencia cardiaca crónica solos o asociados con otras drogas, las tiazidas son eficaces para el control de la sobrecarga hídrica. Se asocian con la furosemida para el tratamiento de edemas refractarios, y con espironolacona, IECA, y amiloride para la prevención de la hipopotasemia.
Frecuentemente las tiazidas se asocian comercialmente con amiloride. Esta droga bloquea el intercambio Na/K en el tubo contorneado distal, son diuréticos pobres, pero tienen la facultad de ahorrar potasio, en consecuencia la asociación entre estas drogas potencia el efecto diurético del amiloride y reduce la hipopotasemia secundaria a las tiazidas. 
Farmacodinamia: Las tiazidas se absorben con rapidez en el tubo digestivo para comenzar actuar en la primera hora de administrada, su efecto diurético es más prolongado que la furosemida y a excepción de la indapamida y la metolazona, tienen una capacidad muy reducida para actuar en la insuficiencia renal (creatinina serica > 2 mg/dl o filtrado glomerular < de 15 a 20 ml/minuto).
En el tubo contornado proximal se secretan por la bomba de uratos, y deben alcanzar la luz tubular distal para actuar. Los antiinflamatorios no esteroideos como la indometacina pueden embotar la respuesta diurética ya que compiten por el mismo sitio de excreción.
Efectos adversos: Los efectos adversos se relacionan con su capacidad para perder electrolitos como el K+y Mg aumentando el riesgo de arritmias, muerte súbita e intoxicación digitalica. Es necesario suplementar la dieta con estos cationes y monitorear los niveles de potasio en suero frecuentemente.